# Capitoli di Lady Oscar

Copertina del primo volume del manga dall'edizione italiana della Planet Manga

Questa è la lista dei capitoli di Lady Oscar, manga scritto e disegnato da Riyoko Ikeda.

## Lady Oscar
Il manga è stato serializzato dalla Shūeisha sulla rivista settimanale Shukan Margaret in 82 capitoli tra il 1972 e il 1973 e fu in seguito raccolto in nove volumi tankōbon di circa duecento pagine ciascuno. Dopo la conclusione della storia l'autrice disegnò La contessa dall'abito nero, una storia slegata dalle vicende principali che riprende gli stessi protagonisti di Lady Oscar; questa storia fu pubblicata all'interno del decimo volume.

### Volumi 1-10
Vengono riportati i titoli italiani dell'edizione Goen, ovvero l'unica edizione italiana che rispetta la suddivisione originale dei volumi.
| Nº | Titolo italiano Giapponese 「Kanji」 - Rōmaji | Data di prima pubblicazione          | Data di prima pubblicazione |
| Nº | Titolo italiano Giapponese 「Kanji」 - Rōmaji | Giapponese                           |                             |
| 1  | Un nuovo, travolgente destino! 「新しい運命のうずの中に」 - Atarashii unmei no uzu no naka ni | 25 ottobre 1972 ISBN 4-08-850106-3   |                             |
| 1  | Trama Per stabilire un'alleanza tra la Francia dei Borbone e l'Austria degli Asburgo, la principessa Maria Antonietta, allora quattordicenne, viene data in sposa al nipote di Luigi XV, di un anno più grande di lei. Dopo la cerimonia di passaggio conosce Oscar François de Jarjayes, una guardia reale che ha il compito di proteggerla, e il suo futuro marito, per il quale non prova nessun sentimento. Le nozze vengono celebrate e Maria Antonietta viene ammessa al palazzo di Versailles, diventando automaticamente la dama più influente, dato che la regina non è più in vita. Dopo questo ingresso, la contessa du Barry, una donna di strada diventata la favorita del re, viene abbassata di rango e privata della sua massima autorità fino a che Maria Antonietta non le rivolge la parola, quasi due anni dopo, costretta dalla situazione sempre più tesa che rischia d'incrinare l'alleanza. A Parigi, una ragazza povera di nome Jeanne riesce a farsi adottare da una nobildonna sfoggiando il suo prestigioso cognome dei Valois, mentre sua sorella minore Rosalie rimane l'unica ad accudire la madre malata e viene pure tradita da Jeanne, dopo l'umile richiesta di un po' di danaro. Maria Antonietta, già stanca della monotona vita di corte, chiede a Oscar di accompagnarla a un ballo in maschera a Parigi, durante il quale conosce il giovane conte di Fersen e se ne innamora. |                                      |                             |
| 2  | Ebbri di potere e di prestigio! 「栄光の座によいしれて」 - Eikou no za ni yoishirete | 25 novembre 1972 ISBN 4-08-850108-X  |                             |
| 2  | Trama Luigi XV si ammala di vaiolo e, prima di morire, per ricevere l'assoluzione dei suoi peccati, bandisce dalla reggia la contessa du Barry. Maria Antonietta inizia a favorire apertamente Fersen e si assenta ai ricevimenti ufficiali, così Oscar chiede al diretto interessato di tornare al suo Paese per prevenire uno scandalo. Oscar viene promossa a comandante della guardia reale, ma per aver provocato il duca du Guémené viene messa agli arresti domiciliari per un mese, durante il quale va illegalmente ad Arras e fa la conoscenza di Robespierre, che la mette al corrente della scarsa considerazione del popolo verso Maria Antonietta. La contessa di Polignac entra nelle grazie della regina e le estorce considerevoli somme. Durante un'uscita a Parigi, investe con la sua carrozza la madre adottiva di Rosalie e non si ferma a soccorrerla. La giovane, cercando vendetta, si ritrova da Oscar, viene accolta dalla famiglia Jarjayes e introdotta nell'alta società come una lontana parente. Anche Jeanne, che si è liberata della marchesa de Boulainvilliers dopo aver redatto un falso testamento a suo beneficio, continua la sua scalata al potere assieme a Nicolas e ritrova Rosalie al ballo di Madame Élisabeth. |                                      |                             |
| 3  | Un amore proibito 「ゆるされざる恋」 - Yurusarezaru koi | 24 marzo 1973 ISBN 4-08-850116-0     |                             |
| 4  | Catturate il Cavaliere Nero! 「黒い騎士をとらえろ」 - Kuroi kishi wo toraero | 25 luglio 1973 ISBN 4-08-850124-1    |                             |
| 5  | La sofferenza di Oscar 「オスカルの苦しみ」 - Osukaru no kurushimi | 25 settembre 1973 ISBN 4-08-850131-4 |                             |
| 6  | Arde il fuoco della rivoluzione 「燃えあがる革命の火」 - Moeagaru kakumei no hi | 25 novembre 1973 ISBN 4-08-850137-3  |                             |
| 7  | Uno splendido giuramento d'amore 「美しき愛の誓い」 - Utsukushiki ai no chikai | 25 gennaio 1974 ISBN 4-08-850142-X   |                             |
| 8  | Chiamati a Dio... 「神にめされて」 - Kami ni mesarete | 25 febbraio 1974 ISBN 4-08-850145-4  |                             |
| 9  | L'ultimo volume sulla tragica regina 「いたましい王妃の最後」 - Itamashii ouhi no saigo | 25 marzo 1974 ISBN 4-08-850148-9     |                             |
| 10 | La contessa dall'abito nero 「外伝: 黒衣の伯爵夫人」 - Gaiden: Kokui no Hakushaku Fujin | 25 aprile 1974 ISBN 4-08-850151-9    |                             |
| 10 | Trama Oscar, André e Rosalie vanno in Vandea a trovare la prima sorella maggiore di Oscar, Hortense de La Laurencie. Mentre si guida verso la casa dei La Laurencie, la carrozza di Oscar viene superata da un'altra con un'elegante signora e un bellissimo giovane seduto dentro. Quando i tre arrivano, vengono accolti da Hortense e dalla sfacciata figlia Loulou, una bambina di sei anni. Durante una conversazione, Hortense commenta ai suoi visitatori le strane sparizioni di giovani donne avvenute ultimamente nel luogo in cui vive e che si ipotizza che sia coinvolta una setta di vampiri. Hortense decide di organizzare un ballo in onore di Oscar. Durante il ballo, incontrano una ragazza capricciosa di nome Caroline de Lefebvre, che prende subito in simpatia Oscar e quindi è eccessivamente gelosa di Rosalie per la sua vicinanza a Oscar. Allo stesso ballo, partecipa la stessa donna che Oscar aveva visto in carrozza. Si chiama Élisabeth, contessa de Montéclair. Oscar viene presentata a questa donna da Hortense. All'inizio la contessa sembra essere una persona amichevole, che si prende cura di Rosalie dopo che è stata umiliata da Caroline. Il giorno dopo, Oscar, André, Rosalie, Caroline e Loulou fanno un picnic nella foresta. Dopo che Caroline finge di essersi slogata la caviglia in modo che Oscar debba venire a cercarla nella foresta, i gruppi alla fine si perdono e non sono in grado di tornare alla villa. Per loro fortuna si trovano vicino alla villa dei Montéclair, dove Élisabeth li accoglie calorosamente come loro ospiti. Dopo cena, Caroline accompagna Rosalie per andare a cercare il bellissimo nipote della contessa, Lionel, decidendo che se non può sposare Oscar può almeno sposare Lionel ed ereditare la fortuna di Montéclair, perché è l'unico parente della contessa. Rosalie rifiuta e Caroline se ne va da sola. Mentre viene uccisa da Lionel, che in realtà è stato un burattino costruito da un famoso orologiaio rapito dalla contessa, Élisabeth e i suoi servi cercano di uccidere Oscar, Rosalie e André. Eppure riescono a scappare con l'aiuto di Loulou. |                                      |                             |

### Volumi 11-14
In occasione del quarantesimo anniversario della prima pubblicazione del manga, che coincide con il cinquantesimo della rivista Margaret su cui era serializzato, nel 2012 Riyoko Ikeda realizza una storia inedita di 16 pagine riprendendo in mano la sua opera prima. Viene pubblicata su un albetto celebrativo che contiene storie realizzate per l'occasione dai grandi mangaka che hanno fatto la storia di Margaret e allegato alla rivista stessa. Il riscontro dei fan è tale da rendere necessaria la ristampa su rivista, stavolta con l'aggiunta di tavole a colori. Da amica e collega di Moto Hagio, l'autrice ha omaggiato il suo manga Il clan dei Poe, facendo diventare Girodelle un vampiro immortale.
Qualche mese dopo Margaret annuncia l'arrivo di una nuova storia one shot di Riyoko Ikeda, cui seguiranno a cadenza irregolare altre 8 pubblicazioni con un sempre maggiore numero di pagine, spesso pubblicate in due parti su due numeri consecutivi di Margaret e andate a concludersi nel gennaio 2018.
Le storie one shot sono episodi brevi, generalmente prequel o sequel della storia principale, e riguardano aspetti di vari personaggi non approfonditi nell'arco della vicenda originaria.
Le storie, identificate in originale come Episode da 1 a 9, sono state poi raccolte in volumi (con la stessa veste grafica della prima edizione storica di Shueisha e numerati da 11 a 14) e sono così suddivise:
| 11 | 25 agosto 2014 | ISBN 978-4-08-845251-7 | 3 giugno 2017  | ISBN 978-88-6712-688-0 |
| 11 | Capitoli - Episodio 1. André Grandier - Episodio 2. Girodel - Episodio 3. Hans Axel Von Fersen - Episodio 4. Alain de Soissons |                        |                |                        |
| 12 | 24 luglio 2015 | ISBN 978-4-08-845409-2 | 24 giugno 2017 | ISBN 978-88-6712-701-6 |
| 12 | Capitoli - Episodio 5 - Atto I-II - Episodio 6 - Atto I-II                                                                     |                        |                |                        |
| 13 | 25 gennaio 2017 | ISBN 978-4-08-845701-7 | -              | -                      |
| 13 | Capitoli - Episodio 7 - Atto I-II - Episodio 8 - Atto I-II                                                                     |                        |                |                        |
| 14 | 23 marzo 2018 | ISBN 978-4-08-844002-6 | -              | -                      |
| 14 | Capitoli - Episodio 9 - Atto I-IV                                                                                              |                        |                |                        |

In occasione dell'uscita del volume 14, in coda alla storia, Riyoko Ikeda si è congedata con un messaggio ai lettori in cui dichiara compiuta la serie degli episodi one shot.

### Edizioni italiane
Contestualmente alla trasmissione dell'anime, il Corriere dei Piccoli pubblicava delle storie a fumetti su Lady Oscar realizzate da autori italiani. Il manga originale fu pubblicato per la prima volta da Fratelli Fabbri Editori nel 1982 con il titolo Le avventure di Lady Oscar, in un'edizione a colori con tavole ribaltate, numerose censure e un finale anticipato al settimo volume giapponese (all'incirca lo stesso punto della storia in cui si è interrotta la prima trasmissione tv). Questa edizione conta 106 volumi da 16 pagine, pubblicati dal 3 ottobre 1982 al 7 ottobre 1984 come fascicoli omaggio al settimanale Candyssima (nel quale veniva pubblicato l'adattamento italiano del manga di Candy Candy). Nel corso del 1984 è stata stampata anche una nuova edizione dalla stessa casa editrice, stavolta in 21 volumi da 64 pagine venduti singolarmente.
| Nº | Titolo                    | Pubblicazione     |
| -- | ------------------------- | ----------------- |
| 1  | Una bambina di nome Oscar | 3 ottobre 1982    |
| 2  | La rosa di Schoenbrunn    | 10 ottobre 1982   |
| 3  | Alla corte di Versailles  | 17 ottobre 1982   |
| 4  | Il principe               | 24 ottobre 1982   |
| 5  | Le nozze                  | 31 ottobre 1982   |
| 6  | Madame Du Barry           | 7 novembre 1982   |
| 7  | Il sogno di Jeanne        | 14 novembre 1982  |
| 8  | Intrighi a corte          | 21 novembre 1982  |
| 9  | Arriva l'ambasciatore     | 28 novembre 1982  |
| 10 | La scelta di Oscar        | 5 dicembre 1982   |
| 11 | La collera del re         | 12 dicembre 1982  |
| 12 | L'alleanza in pericolo    | 19 dicembre 1982  |
| 13 | La trappola               | 26 dicembre 1982  |
| 14 | Giorni tristi             | 2 gennaio 1983    |
| 15 | Visita a Parigi           | 9 gennaio 1983    |
| 16 | Il conte di Fersen        | 16 gennaio 1983   |
| 17 | Oscar ha paura            | 23 gennaio 1983   |
| 18 | La collera del re         | 30 gennaio 1983   |
| 19 | Il segreto di Oscar       | 6 febbraio 1983   |
| 20 | Regina di Francia!        | 13 febbraio 1983  |
| 21 | Addio, conte di Fersen    | 20 febbraio 1983  |
| 22 | Oscar e Rosalie           | 27 febbraio 1983  |
| 23 | L'incendio                | 6 marzo 1983      |
| 24 | Il duca di Germaine       | 13 marzo 1983     |
| 25 | La punizione              | 20 marzo 1983     |
| 26 | Madame De Polignac        | 27 marzo 1983     |
| 27 | Gli intrighi di Jeanne    | 3 aprile 1983     |
| 28 | Un grande dolore          | 10 aprile 1983    |
| 29 | La vendetta di Rosalie    | 17 aprile 1983    |
| 30 | La promessa di Oscar      | 24 aprile 1983    |
| 31 | I debiti della regina     | 1º maggio 1983    |
| 32 | Il segreto di Rosalie     | 8 maggio 1983     |
| 33 | Il ritorno di Fersen      | 15 maggio 1983    |
| 34 | Giorni felici             | 22 maggio 1983    |
| 35 | Il giuramento di Rosalie  | 29 maggio 1983    |
| 36 | L'agguato                 | 5 giugno 1983     |
| 37 | Charlotte                 | 12 giugno 1983    |
| 38 | La madre di Rosalie       | 19 giugno 1983    |
| 39 | L'intrigo di Jeanne       | 26 giugno 1983    |
| 40 | L'amore segreto           | 3 luglio 1983     |
| 41 | Scandalo a corte          | 10 luglio 1983    |
| 42 | Addio sorellina!          | 17 luglio 1983    |
| 43 | Ballo di corte            | 24 luglio 1983    |
| 44 | La falsa regina           | 31 luglio 1983    |
| 45 |                           | 7 agosto 1983     |
| 46 |                           | 14 agosto 1983    |
| 47 | L'inganno di Jeanne       | 21 agosto 1983    |
| 48 | Verso la tragedia         | 28 agosto 1983    |
| 49 | La lettera                | 4 settembre 1983  |
| 50 | Il ritorno di Fersen      | 11 settembre 1983 |
| 51 | Lo scandalo               | 18 settembre 1983 |
| 52 |                           | 25 settembre 1983 |
| 53 |                           | 2 ottobre 1983    |

| Nº  | Titolo                    | Pubblicazione     |
| --- | ------------------------- | ----------------- |
| 54  |                           | 9 ottobre 1983    |
| 55  |                           | 16 ottobre 1983   |
| 56  |                           | 23 ottobre 1983   |
| 57  |                           | 30 ottobre 1983   |
| 58  |                           | 6 novembre 1983   |
| 59  |                           | 13 novembre 1983  |
| 60  | Il cavaliere nero         | 20 novembre 1983  |
| 61  | Il rifugio di Rosalie     | 27 novembre 1983  |
| 62  |                           | 4 dicembre 1983   |
| 63  |                           | 11 dicembre 1983  |
| 64  |                           | 18 dicembre 1983  |
| 65  | La trappola               | 25 dicembre 1983  |
| 66  | La fuga                   | 1º gennaio 1984   |
| 67  | La verità                 | 8 gennaio 1984    |
| 68  | Il piccolo principe       | 15 gennaio 1984   |
| 69  | Il segreto di Oscar       | 22 gennaio 1984   |
| 70  |                           | 29 gennaio 1984   |
| 71  |                           | 5 febbraio 1984   |
| 72  | La decisione di Oscar     | 12 febbraio 1984  |
| 73  | Addio Rosalie!            | 19 febbraio 1984  |
| 74  | Il nuovo comandante       | 26 febbraio 1984  |
| 75  | Il principino in pericolo | 4 marzo 1984      |
| 76  | Duello mortale            | 11 marzo 1984     |
| 77  | Un soldato valoroso       | 18 marzo 1984     |
| 78  |                           | 25 marzo 1984     |
| 79  | La lettera anonima        | 1º aprile 1984    |
| 80  | Amara realtà              | 8 aprile 1984     |
| 81  | Miseria!                  | 15 aprile 1984    |
| 82  | Arriva il generale        | 22 aprile 1984    |
| 83  | Il sacrificio di Oscar    | 29 aprile 1984    |
| 84  |                           | 6 maggio 1984     |
| 85  |                           | 13 maggio 1984    |
| 86  |                           | 20 maggio 1984    |
| 87  |                           | 27 maggio 1984    |
| 88  | Una storia d'amore        | 3 giugno 1984     |
| 89  |                           | 10 giugno 1984    |
| 90  |                           | 17 giugno 1984    |
| 91  |                           | 24 giugno 1984    |
| 92  |                           | 1º luglio 1984    |
| 93  |                           | 8 luglio 1984     |
| 94  |                           | 15 luglio 1984    |
| 95  |                           | 22 luglio 1984    |
| 96  |                           | 29 luglio 1984    |
| 97  |                           | 5 agosto 1984     |
| 98  |                           | 12 agosto 1984    |
| 99  |                           | 19 agosto 1984    |
| 100 | La paura di Oscar         | 26 agosto 1984    |
| 101 |                           | 2 settembre 1984  |
| 102 |                           | 9 settembre 1984  |
| 103 | I due rivali              | 16 settembre 1984 |
| 104 |                           | 23 settembre 1984 |
| 105 |                           | 30 settembre 1984 |
| 106 |                           | 7 ottobre 1984    |

Fu riproposto da Granata Press nel 1993 nella collana mensile Manga Hero con una nuova traduzione per la prima volta integrale e fedele all'originale, intitolata Lady Oscar. Questa edizione è stata pubblicata dal 30 marzo 1993 al 30 novembre 1994 per un totale di 20 volumi. Le tavole sono ancora ribaltate, ma stavolta in bianco e nero, e non mancano alcuni errori storici nella traduzione (come ad esempio il titolo di regina dato all'imperatrice Maria Teresa).
Nel 2001 uscì un'altra edizione italiana curata dall'etichetta Planet Manga di Panini Comics, sempre in 20 volumi pubblicati mensilmente dal 1º settembre 2001 al 1º aprile 2003 nella collana Capolavori Manga. I primi dieci volumi riportano solo il titolo Lady Oscar, e a partire dall'undicesimo viene introdotto il sottotitolo Le rose di Versailles. In coda sono stati pubblicati per la prima volta in Italia i capitoli speciali Versailles no bara gaiden con il sottotitolo Le storie gotiche, stampati in quattro volumetti aggiuntivi. Anche in questa occasione è stata fatta una nuova traduzione, ma più inadeguata rispetto alle precedenti, e con parecchie sviste nel linguaggio che portano a neutralizzare certe caratteristiche enfatiche della storia. Un altro cattivo elemento è la biografia di Riyoko Ikeda, più scarna e imprecisa rispetto a quella della Granata Press.
Nel 2008 d/visual pubblicò una nuova edizione italiana in sei volumi deluxe con sovraccoperta nella collana d/books, proponendo maggiore fedeltà all'originale (e attenendosi alla recente riedizione giapponese fatta dalla Fairbell). I volumi uscirono a gruppi di due dal 24 ottobre 2008 all'11 novembre 2009. Fu recuperato il titolo Le rose di Versailles, i dialoghi furono ritradotti e in ciascun volume vennero aggiunti extra con interviste all'autrice, curiosità e note all'edizione giapponese e alla traduzione italiana. Anche qui vengono proposti i capitoli speciali Le storie gotiche pubblicati in due volumi aggiuntivi il 31 luglio 2010. Nel 2011, assieme all'intero catalogo manga della d/visual per l'Italia, fu rilevato da GP Publishing.
Nel 2015 RW Edizioni sotto etichetta Goen, torna a pubblicare Lady Oscar - Le rose di Versailles nella collana Classic Go! Lady Collection in una doppia edizione, una con sovra-copertina e una senza per le edicole. La pubblicazione avviene dal 3 ottobre 2015 al 24 giugno 2017 per un totale di 12 volumi, contenenti anche pagine a colori. L'editore ne aveva previsti 14 (i primi dieci contenenti la serie classica e gli ultimi quattro i capitoli speciali realizzati tra il 2014 e il 2018) ma il detentore giapponese del manga, la Ikeda Productions, revocò i diritti alla Goen per non essere riuscita a portare a termine la serie in tempi ragionevoli; la notizia è stata data a giugno 2020, tre anni dopo la pubblicazione del volume 12.
Poco tempo dopo, la J-Pop ha annunciato un'altra riedizione del manga, stavolta con il titolo Le rose di Versailles e il sottotitolo Lady Oscar Collection, dove i primi nove volumi della storia originale sono stati raccolti in cinque e racchiusi in un cofanetto riproducente il cancello di Versailles, uscito il 9 dicembre 2020. Nel cofanetto è inserito anche un libretto contenente tutti i frontespizi dell'edizione originale degli anni settanta, e all'interno dei volumi sono presenti le pagine a colori come nell'edizione storica. Gli stessi volumi escono anche singolarmente dal 31 gennaio al 31 maggio 2021. Il 14 luglio dello stesso anno è stato pubblicato un secondo cofanetto intitolato Le rose di Versailles - Encore e composto di tre volumi che proseguono la numerazione dei cinque precedenti. In questi ultimi volumi sono raccolti La contessa dall'abito nero, lo spin-off Loulou la grande investigatrice (noto in precedenza come Le storie gotiche) e gli Episodi realizzati tra il 2014 e il 2018 che erano rimasti parzialmente inediti in italiano a causa della soppressione della precedente edizione.

## Le storie gotiche
Lady Oscar - Le storie gotiche (ベルサイユのばら外伝?, Berusaiyu no bara gaiden, lett. "Biografia alternativa de Le rose di Versailles") è una miniserie manga scritta e disegnata da Riyoko Ikeda nel 1984, dieci anni dopo la conclusione di Versailles no bara. Subito dopo la conclusione della prima serie, l'autrice aveva realizzato una storia aggiuntiva, La contessa dall'abito nero, che è stata inserita nel decimo volume della pubblicazione regolare. Questo manga invece contiene altre quattro storie aggiuntive, dal carattere più comico. Il periodo in cui si svolgono le storie è interno alla trama di Lady Oscar, all'incirca fra i numeri 7 e 8 del manga, poco prima che André venga ferito all'occhio, nel 1787. La miniserie è stata raccolta in due tankōbon: nell'elenco seguente sono scritti i titoli delle quattro storie con la traduzione italiana dell'edizione Planet Manga. La protagonista è Loulou de La Laurencie, la nipote di Oscar, un personaggio nato inizialmente nella fabbrica di bambole della sorella minore di Riyoko Ikeda e in seguito sviluppato dalla fantasia dell'autrice per pubblicizzarne le creazioni.
1. Loulou e la bambola (ル・ルーと、いっしょに来た人形?, Ru-rū to, isshoni kita ningyō). La piccola Loulou viene ospitata a casa Jarjayes per diventare una perfetta dama. Prima di arrivare a palazzo scende dalla carrozza e, dopo aver girovagato per un po', si appoggia ad un albero, nella cui corteccia c'è una bellissima bambola. La piccola la porta con sé a palazzo, ma ci sono delle misteriose persone che la reclamano.
2. Il figlio del Generale Jarjayes?! (ジャルジェ将軍の息子あらわる！？?, Jaruje shōgun no musuko arawaru!?). Sulla porta di casa Jarjayes si presenta un bambino che afferma di essere il figlio del generale Jarjayes, il quale nega tutto, sicuro di non aver mai tradito la moglie.
3. Il pirata turco e la suora (トルコの海賊と修道女?, Toruko no kaizoku to shūdōjo). La corrente della Senna ha portato a riva un vecchio forziere in pelle che contiene un macabro tesoro: una mano avvizzita che stringe tra le dita un grosso anello con smeraldo. Incuriosita da questo ritrovamento, Loulou scende dalla carrozza su cui era seduta insieme con Oscar e André, scontrandosi con un uomo misterioso che le lascia in mano il pizzo della manica.
4. La diabolica pozione (悪魔の薬?, Akuma no kusuri). Una misteriosa donna riesce a curare miracolosamente tutte le malattie, con l'unica controindicazione che la medicina provoca una notevole dipendenza. La regina Maria Antonietta chiede ad Oscar di indagare su queste vicende. Nel frattempo, la nonna di André è attanagliata dai reumatismi e Rosalie decide di andare a far visita alla rinomata guaritrice.

Esse presentano un registro stilistico e un tratto grafico decisamente diversi da quelli di alcuni anni prima. Il tratto della disegnatrice è simile a quello impiegato in Jotei Ekaterina, con personaggi dai visi affilati e quasi irriconoscibili rispetto alle loro versioni originali.

### Edizioni italiane
In Italia questa miniserie è stata sempre pubblicata in coda al manga principale. La prima pubblicazione è stata curata dalla Planet Manga in quattro volumetti (uno per ogni storia) usciti dal 1º maggio al 1º agosto 2003.
La seconda edizione italiana è proposta dalla d/visual in due volumetti pubblicati il 31 luglio 2010. Una terza edizione è stata curata dalla J-Pop ed è uscita il 14 luglio 2021 nel box da collezione Le rose di Versailles - Encore con il titolo Loulou la grande investigatrice.

## Lady Oscar Kids
Lady Oscar Kids (ベルばらKids?, Berubara Kids) è un manga spin-off di Lady Oscar scritto e disegnato da Riyoko Ikeda dal 2005 al 2012. Il manga è una parodia del suo capolavoro, in cui tutti i protagonisti ritornano in versione infantile su delle strisce comiche. Il manga è stato pubblicato anche in Italia da Ronin Manga ma solo fino al secondo volume.
| Nº | Data di prima pubblicazione | Data di prima pubblicazione | Data di prima pubblicazione |
| Nº | Giapponese                  | Giapponese                  | Italiano                    |
| -- | --------------------------- | --------------------------- | --------------------------- |
| 1  | 6 ottobre 2006              | ISBN 4-02-330376-3          | 21 novembre 2010            |
| 2  | 7 agosto 2007               | ISBN 978-4-02-330382-9      | 5 novembre 2011             |
| 3  | 4 luglio 2008               | ISBN 978-4-02-330394-2      | -                           |
| 4  | 9 gennaio 2009              | ISBN 978-4-02-330410-9      | -                           |
| 5  | 8 gennaio 2010              | ISBN 978-4-02-330478-9      | -                           |
| 6  | -                           | -                           | -                           |
| 7  | -                           | -                           | -                           |